# Бузовьязбаш
Бузовьязбаш (баш. Боҙаяҙбаш) — деревня в Кармаскалинском районе Республики Башкортостан Российской Федерации. Входит в состав Бузовьязовского сельсовета.

## География

### Географическое положение
Расстояние до:
- районного центра (Кармаскалы): 31 км,
- центра сельсовета (Бузовьязы): 4 км,
- ближайшей ж/д станции (Карламан): 44 км.

## История
Основана в 1915-1919 годах. Основателями деревни предположительно были выходцы из д. Бузовьязы
Название деревни происходит от названия реки Бузовьяз, а "баш" означает "исток", следовательно здесь свое начало берет река Бузовьяз.

## Население
| 2002 | 2009 | 2010 |
| ---- | ---- | ---- |
| 108  | ↘75  | ↗77  |

Национальный состав
Согласно переписи 2002 года, преобладающая национальность — татары (79 %).